# 郭淑芹
郭淑芹（1956年—），河北蔚县人，汉族，中华人民共和国医生、第十二届全国人民代表大会河北地区代表。
毕业于河北医科大学，加入中国共产党，担任保定市第一中心医院院长、保定市卫生局副局长。2008年起担任全国人大代表。2013年，被选为全国人大代表。